# Cikmántor
Cikmántor (románul Țigmandru, németül Zuckmantel, szászul Tsäckmankel) falu Romániában, Maros megyében.

## Fekvése
Erzsébetvárostól északkeletre, Segesvártól 16 km-re északra a Nádas-patak mellett fekszik.

## Története

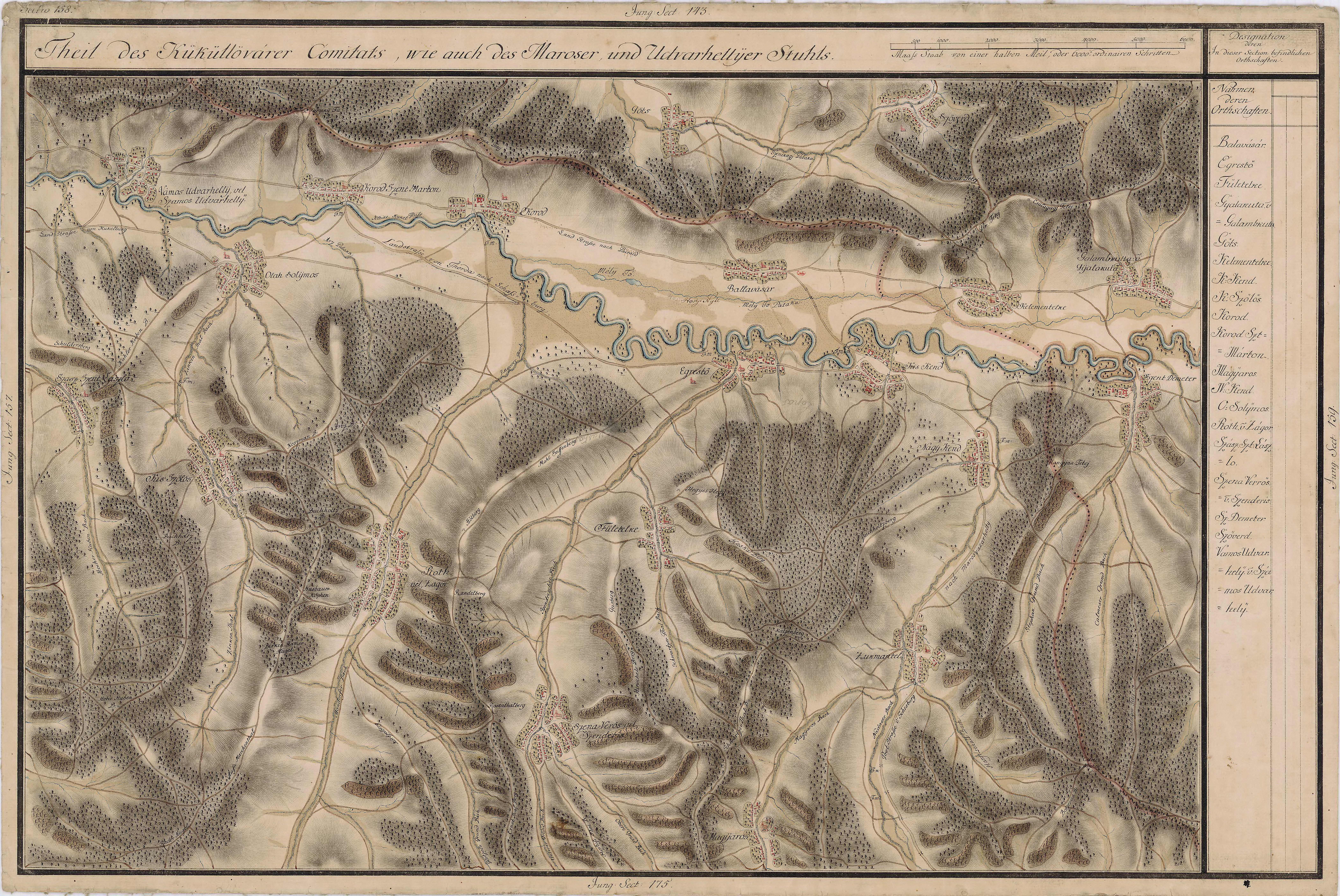
Cikmántor egy régi, 1700-as évek beli térképen

Nevét 1325-ben említették először t/p. Chekmantul néven, mint a Szalók nemzetség tagjainak birtokát. Ez évben osztoztak meg rajta az e nemzetségből való Simon bán fiai.
Későbbi névváltozatai: 1344-ben  p. Chekmantul, 1380-ban Chekmantel, 1407-ben Cicmantol, 1435-ben Chikmantor. 1441-ben Cykmandel-i Lászlóné Veres Katalin és testvére Imre részbirtokosok Túron és Csánban. 1451-ben Cykmanthor-i néhai Simon bán örökösei Somogyomi, Kendi Baládfi és Kémeri társaikkal egyezséget kötöttek birtokaik visszaszerzésére. 1479-ben nevét Chykmandor formában írták és a Szalók nb. Czikmántoriak és Darlasziak birtoka volt. (Cs 5: 873)
1910-ben 1090, többségben német lakosa volt, jelentős román kisebbséggel. A trianoni békeszerződésig Kis-Küküllő vármegye Erzsébetvárosi járásához tartozott. Román lakosainak felét 1944 után telepítették be az elhurcolt erdélyi szászok birtokaira. 1977-ben még 385 szász lakta. 1992-ben 859 lakosából 417 román, 298 cigány, 86 magyar és mindössze 58 szász volt.

## Látnivalók
- Szász evangélikus temploma gótikus stílusban épült, a központban áll, szépen gondozott környezetben.